# プログレッシブ・スキャン
プログレッシブ・スキャン（英: progressive scan）、またはノンインターレース（英: noninterlace scan）映像の各フレームのすべての走査線を順次処理していく表示、格納、および伝送の方式を指す。これは伝統的なアナログ放送のシステムで使われていたインターレースとは対照的である。インターレースでは各フレームの (video fieldと呼ばれる各画像) 奇数番目と偶数番目の走査線を交互に処理するため、実際の画像フレームの半数のみが映像の生成に使われる。
プログレッシブ・スキャンは、もともと1936年に英国アレクサンドラ・パレスがベアードの走査線240本の映像でテレビ放送されたときには「順次走査」と呼ばれ、1920年代に行われたベアードの実験的放送でも使われた。プログレッシブ・スキャンは21世紀初頭からコンピューターの画面であまねく使われるようになった。

## インターレースのちらつき

リフレッシュレートが3分の1まで低下したときのインターレースのちらつき。Indian-head test patternenを使った実演

右の荒いアニメーションはプログレッシブ・スキャンとインターレーススキャンを比較し、インターレースに関連したインターレースのちらつき効果も実演している。左は2つのプログレッシブ・スキャン画像である。中央は2つのインターレース画像であり、右は2つのラインダブラー付きの画像である。上が元の解像度で、下がアンチエイリアスを行ったものである。インターレース画像はプログレッシブ・スキャンの半分の帯域幅を使用する。中央の画像は左の画像から正確にピクセルをコピーしているが、インターレースが細部をちらつかせている。本物のインターレース映像はちらつきを防止するためそのような細部をぼやけさせているが、下の画像に見られるように、そのようなやわらげ（もしくはアンチエイリアス）は画像の明瞭さを犠牲にしている。右下の画像に示されるラインダブラーは、かつてインターレースされていた中央の画像を、左上に示されるプログレッシブ画像の完全な品質にまで復元できない。
注意: リフレッシュレートは3分の1まで落とされており、解像度は通常のインターレース映像の半分以下であるため、上記の例における模擬的なインターレース部分のちらつきと黒い線の視認性は誇張されたものである。さらに、上の画像はPCモニターや液晶やプラズマテレビのような、インターレーススキャンをサポートしないモニターで、インターレース画像をプログレッシブ画像と同じモードを使って表示したとき見えるであろうものに基づいている。

## 格納と伝送における使用
プログレッシブ・スキャンはDVD上の映画に基づいた素材の走査と格納において、たとえば480p24や576p25形式として使用される。プログレッシブ・スキャンは1990年代初頭にはGrand AllianceのHDTV向け技術標準に含まれていた。米国ではすべてのHDTVによる映像伝送がプログレッシブ・スキャンで放送されるであろうと合意されていた。たとえ信号がインターレースで送信されても、HDTVはそれをプログレッシブ・スキャンに変換する。

## テレビ、映像プロジェクター、およびモニターにおける使用
プログレッシブ・スキャンは、ほとんどのブラウン管 (CRT) ディスプレイ、すべての液晶ディスプレイ、およびほとんどのHDTVで表示解像度は自然にプログレッシブであるものとして使っている。残りのCRTディスプレイ、たとえばSDTVは、完全な垂直解像度を達成するためにインターレースを使う必要があったが、垂直解像度の半分を犠牲にしてプログレッシブ映像を表示することもできた。HDTVが普及する前に製造されたテレビと映像プロジェクターの中には、1つ以上の完全解像度の入力をサポートしPALPlus、プログレッシブ・スキャンのDVDプレイヤー、および特定のゲーム機のような映像形式を利用できるようにしたものもあった。HDTVは480pと720pのプログレッシブ・スキャンをサポートする。 1080pのディスプレイは通常低解像度のHDTVモデルよりも高価である。UHDTVもプログレッシブ解像度を使っているが、2010年代にコンピューター市場に現れた時点では通常法外な価格で売られていた (4k HDTV) か、まだ試作段階だった (8k HDTV) 。一般消費者向けの4k HDTVの価格はそれから下がっていき、より手頃な価格となり、一般消費者間での普及率を増していった。コンピューターモニターはさらに高いディスプレイ解像度も使用できる。
プログレッシブ・スキャンの欠点は、同じフレームサイズと垂直リフレッシュレートを持つインターレース映像よりも高い帯域幅を要求することである。このため1080pは放送には使われなかった。なぜ最初はインターレースが使われていたかの説明については、インターレースを参照。インターレース映像をプログレッシブ形式へ変換する根本原理と長所/短所についてのより詳細な説明については、インターレース解除を参照。

### 長所
プログレッシブ・スキャンの主な長所は、動きがより滑らか、かつ写実的に見えることである。走査線のちらつきのような、同じ走査線レートのインターレース映像にかかわる視覚的な残像は存在しない。フレームにインターレースの残像は存在せず、キャプチャーしたものをそのまま静止画の写真として使える。プログレッシブ・スキャンではちらつきや目の疲れを軽減するための意図的なブラー (アンチエイリアスとも言う) を導入する必要はない。
DVD映画やテレビゲームなどのほとんどのメディアの場合、映像はインターレースディスプレイでの再生時のちらつきを抑えるために、作成過程そのものでブラーがかけられる。結果として、映像がプログレッシブに表示されるときに元の映像のシャープネスを取り戻すのは不可能である。これに対する利用者に直感的な解決策は、映像にブラーをかけるか、元のシャープネスを保つかのオプションをつけてディスプレイハードウェアやテレビゲームを出荷することである。これにより視聴者はインターレースとプログレッシブのディスプレイの両方で望みの画像のシャープネスを達成できる。この機能を持ったテレビゲームの一例は、大乱闘スマッシュブラザーズのDX以降である。このゲームには「インターレース」オプションが存在する。理想的には、インターレースディスプレイで再生されるときにはちらつき軽減のためにオプションが有効にされ、プログレッシブディスプレイで再生される時には画像を最大限明瞭にするため無効にされる。
プログレッシブ・スキャンは480pからs1080p HDTVでの表示へアップコンバートするような高解像度へのスケーリングの結果も、対応するインターレース映像より明瞭かつ高速である。CRT技術に基づいていないHDTVはインターレース映像をネイティブに表示できないので、インターレース映像は拡大して表示する前にインターレース解除しなければならない。インターレース解除の結果、視覚的なノイズが目立ったり映像ソースとディスプレイ機器の間の入力ラグが発生したりする可能性がある。